# Brodnica Górna
Brodnica Górna is een plaats in het Poolse district  Kartuski, woiwodschap Pommeren. De plaats maakt deel uit van de gemeente Kartuzy en telt 1156 inwoners.